# Church of God, Evening Light
Church of God, Evening Light (COGEL) är en kristen rörelse med rötter i amerikansk helgelserörelse. 
COGEL har församlingar i 18 amerikanska delstater samt i Kanada, Mexico, Honduras, Tyskland, Ghana, Kenya, Malawi, Mozambique, Nigeria, Tanzania, Indien och Filippinerna. Huvudkvarteret ligger i Guthrie, Oklahoma, USA.
COGEL bildades sedan en grupp kristna 1913 bröt med Church of God (Anderson) eftersom man menade att denna kyrka liberaliserats och gett upp en del av sina ursprungliga värderingar, bland annat rörande klädedräkt (som slipsar och smycken). 
Man praktiserar troendedop genom nedsänkning, nattvard, fottvagning, lyftande av heliga händer, smörjande med olja med mera.

## Splittring
På 1980-talet lämnade en predikant COGEL och bildade Church of God (Restoration).